# Dennis King
Dennis King (nacido en 1941) es un periodista estadounidense y el autor de los libros Lyndon LaRouche el nuevo fascismo estadounidense y Busca los hechos en cada uno (Get the Facts on Anyone), el cual forma parte de los libros de cabecera en el Manual del Reportero publicado por la organización Reporteros y Editores de Investigación .
Durante la década de 1960 King fue miembro activo del Partido Progresista Laborista en la época en que estuvo envuelto en la lucha contra el racismo científico de investigadores como Arthur Jensen . En la actualidad, King se especializa en el análisis de sectas políticas y religiosas. A partir de 1977 King comenzó a investigar a Fred Newman y al Partido Internacional de los Trabajadores. Es conocido por sus críticas al movimiento de Lyndon LaRouche y ha trabajado con periodistas de investigación como Chip Berlet y Russ Bellant sobre las actividades ilegales y la intolerancia dentro de la organización LaRouche.  El Washington Post reporta que King ha sufrido amenazas y acoso de parte de miembros de la organización LaRouche en respuesta a sus artículos .